# Dysschema mutata
Dysschema mutata là một loài bướm đêm thuộc phân họ Arctiinae, họ Erebidae.